# Einband-Europameisterschaft 1952

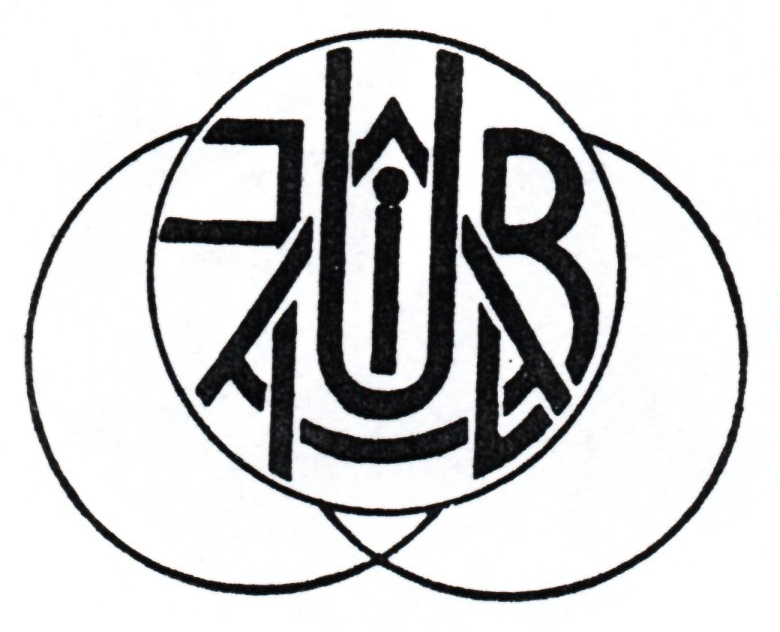
Logo UIFAB (ausrichtender Verband)

Veranstaltungsort: Madrid

Die Einband-Europameisterschaft 1952 war das 3. Turnier in dieser Disziplin des Karambolagebillards und fand vom 29. April bis zum 3. März 1952 in Madrid statt. Es war die zweite Einband-Europameisterschaft in Spanien.

## Geschichte
August Tiedtke reiste nach Madrid mit großer Hoffnung auf den Titel. Er hatte die Deutsche Meisterschaft mit Leistungen gewonnen die über den Europarekorden lagen. In Madrid gewann er dann auch die ersten sieben Partien und musste im letzten Spiel gegen den Titelverteidiger René Vingerhoedt antreten. Vingerhoedt hatte bereits gegen seinen Landsmann Joseph Vervest mit 103:150 verloren und somit reichte Tiedtke bereits ein Unentschieden zum Titelgewinn. Jetzt zeigte Vingerhoedt aber mit einer routinierten Leitung warum er Titelverteidiger ist. Er gewann mit 150:98 in 32 Aufnahmen. Damit gab es bei Matchpunktgleichheit eine Stichpartie die Vingerhoedt auch sicher gewann.

## Turniermodus
Hier wurde im Round Robin System bis 150 Punkte gespielt. Es wurde mit Nachstoß gespielt. Damit waren Unentschieden möglich.
Bei MP-Gleichstand (außer bei Punktgleichstand beim Sieger) wird in folgender Reihenfolge gewertet:
1. MP = Matchpunkte
2. GD = Generaldurchschnitt
3. HS = Höchstserie

## Abschlusstabelle
| MP    | Match Points (Sieger = 2; Unentschieden = 1; Verlierer = 0) |
| Pkte. | Erzielte Karambolagen                                       |
| Aufn. | Benötigte Versuche                                          |
| GD    | Generaldurchschnitt                                         |
| BED   | Bester Einzeldurchschnitt eines Spielers                    |
| HS    | Höchstserie                                                 |
|       | Bester GD des Turniers                                      |
|       | Bester ED des Turniers                                      |
|       | Beste HS des Turniers                                       |
|       | 1. Platz (Gold)                                             |
|       | 2. Platz (Silber)                                           |
|       | 3. Platz (Bronze)                                           |

| Platz                                        | Name             | MP   | Pkte. | Aufn. | GD   | BED  | HS |
| -------------------------------------------- | ---------------- | ---- | ----- | ----- | ---- | ---- | -- |
| 1                                            | René Vingerhoedt | 14:2 | 1153  | 297   | 3,88 | 5,17 | 28 |
| 2                                            | August Tiedtke   | 14:2 | 1148  | 338   | 3,39 | 5,35 | 33 |
| 3                                            | Alfredo Alhinho  | 10:6 | 1110  | 403   | 2,75 | 4,28 | 23 |
| 4                                            | Joaquín Domingo  | 8:8  | 1094  | 376   | 2,90 | 3,65 | 27 |
| 5                                            | Jan Sweering     | 8:8  | 1100  | 420   | 2,61 | 2,67 | 19 |
| 6                                            | Joseph Vervest   | 6:10 | 1004  | 408   | 2,46 | 3,84 | 26 |
| 7                                            | Arba Basilio-Gil | 6:10 | 1012  | 468   | 2,16 | 2,72 | 14 |
| 8                                            | Klaus Nussberger | 4:12 | 1045  | 436   | 2,39 | 3,33 | 21 |
| 9                                            | Raymond Clairet  | 2:14 | 888   | 382   | 2,32 | 2,41 | 24 |
| Turnierdurchschnitt: 2,70 (ohne Stichpartie) |                  |      |       |       |      |      |    |
| Stichpartie                                  |                  |      |       |       |      |      |    |
| -                                            | René Vingerhoedt | 2:0  | 150   | 37    | 4,05 | 4,05 | 27 |
| -                                            | August Tiedtke   | 0:2  | 103   | 37    | 2,78 | –    | 22 |
| nach Stichpartie                             |                  |      |       |       |      |      |    |
| 1                                            | René Vingerhoedt | 16:2 | 1303  | 334   | 3,90 | 5,17 | 28 |
| 2                                            | August Tiedtke   | 14:4 | 1251  | 375   | 3,33 | 5,35 | 33 |
| Turnierdurchschnitt: 2,71 (mit Stichpartie)  |                  |      |       |       |      |      |    |